# EAR STATION 耳の穴
EAR STATION 耳の穴（いあ すてーしょん みみのあな）は1992年4月1日 - 1993年3月31日にTOKYO FM・JFN系列で毎週月曜〜木曜の22:00〜23:25に放送された帯番組。

## 概要
- 1992年3月まで続いた「サントリー・サウンドマーケット」を終了して、TOKYO FM発の夜ワイド番組が誕生した。コンセプトは「局の中にもう一つの局」。
- TBS・アミューズが制作協力をしていた[2]。
- 日替わりで様々なジャンルの音楽を特集する他、全国のリスナーを番組会員とした番組ファンクラブ（ミミアナクラブ）の結成も行っていた[3]。
- パートは22:00〜22:55と22:55〜23:00・23:00〜23:25の3部構成で現在の「SCHOOL OF LOCK!」に引き継いでいる。（2001年4月の「やまだひさしのラジアンリミテッド」から23:55に変更）

ただ22:55〜23:00の部分は現在も一部のJFN系列局は差し替えている。
- またPTスポンサーも同様に引き継いでいる。

## 曜日別内容
- 月曜日〜Ballad on Ballad[1]

山下達郎の「クリスマス・イブ」を越えるヒットバラードを生み出すことを目標に、日本人ボーカリストと海外アーティストとの共演。スタジオ・ライブ、各バラード100選、世界のジャズ・クラブからの衛星中継を通して様々な角度からバラードを特集。
出演　グーフィ森、鈴木杏樹
- 火曜日〜Heavy Metal Bomber[1]

来日アーティストのゲスト出演、ライブの収録オンエア、番組オリジナルのコンサート実施、コンサート・チケットの優先予約などハードロックに関する全てを網羅。
出演　いのうえひでのり
- 水曜日〜Vip Scan[1]

サザンオールスターズ、松任谷由実、浜田省吾、チャゲ＆飛鳥など、現在の日本のポップ・ミュージック界を支えている10組のビッグ・アーティストから1組を3ヶ月単位で特集。
出演　今野多久郎
- 木曜日〜mi-Square[1]

コンピュータ・コミュニケーション・システム（テレフォン・ボード）をフルに活用、リスナーからリクエストを募り、その集計をテーマ別にチャートにして発表するほか、メッセージやアンケートの結果なども紹介。
出演　ミミオ（武居征吾→武居“M”征吾）、北辻志保、ミミ父（大倉利晴）

## 番組スポンサー
- 各曜日PTスポンサー - 富士重工・第一興商
- 水曜日スポンサー - 日立・大成建設
- 木曜日スポンサー - NECグループ